# Semjon Boedjonny

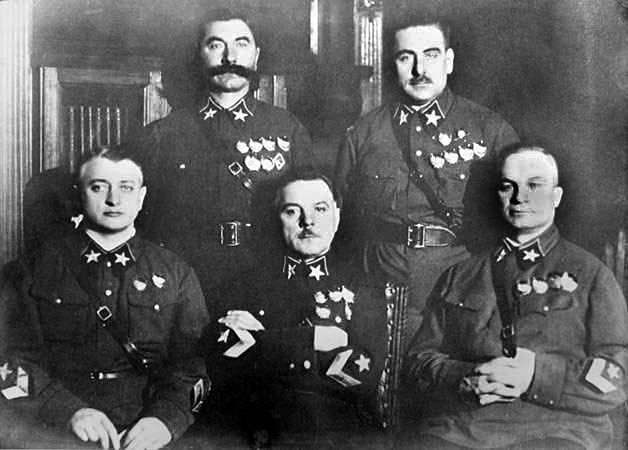
De vijf maarschalken van de Sovjet-Unie in 1935: v.l.n.r. Toechatsjevski, Boedjonny, Vorosjilov, Blücher, Jegorov.

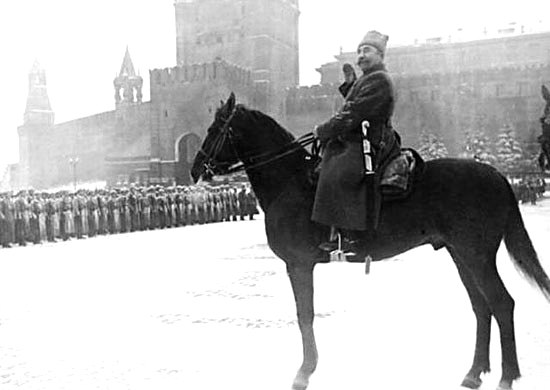
Semjon Boedjonny te paard

Semjon Michajlovitsj Boedjonny (Russisch: Семён Михайлович Будённый) (choetor Kozjoerin, stanitsa Platovskaja (tegenwoordig Boedjonnovskaja) nabij Salsk, oblast Rostov, 25 april 1883 (juliaanse kalender, 13 april gregoriaanse kalender) - 26 oktober 1973) was een maarschalk van de Sovjet-Unie en driemaal Held van de Sovjet-Unie die vocht in de Tweede Wereldoorlog en een vriend van Jozef Stalin.

## Levensloop

### Vroege jaren
Boedjonny werd op 25 april 1883 geboren op een boerderij bij een klein dorpje aan de rivier de Don in een familie van arme boeren.
In 1903 moest Boedjonny in dienst bij het tsaristische leger. Hij werd ingedeeld bij het 26e Don-Kozakken cavalerieregiment, waarmee hij in 1904-1905 in de Russisch-Japanse Oorlog vocht. Als beste cavalerist van zijn regiment werd Boedjonny in 1907 naar Sint-Petersburg gestuurd om daar een cavalerieopleiding te volgen. Hij slaagde voor deze opleiding in 1908.
In de Eerste Wereldoorlog vocht Boedjonny mee op het Duitse, Oostenrijkse en Kaukasische front en werd onderscheiden met vier Sint-Georgekruisen.

### Interbellum
In de zomer van 1917 ging Boedjonny met zijn Kaukasische regiment naar Minsk. Daar werd hij verkozen tot voorzitter van het regimentscomité en vicevoorzitter van het divisiecomité. Na de Oktoberrevolutie keerde Boedjonny terug naar de Don, waar hij in de lokale sovjet werd gekozen. In februari 1918 richtte hij een revolutionair cavalerieregiment op, waarmee hij vocht tegen de Witte Garde in de Don-regio. Zijn regiment groeide tot een brigade en later een divisie. Met deze divisie vocht Boedjonny verschillende succesvolle slagen rond de stad Tsaritsyn (nadien Stalingrad, nu Wolgograd).
Op 19 november 1919 werd de cavalerie-eenheid omgedoopt tot het 1e Cavalerieleger, met Boedjonny aan het hoofd. Hij zou deze functie blijven bekleden tot oktober 1923. In 1920 nam hij met het het 1e Cavalerieleger deel aan de Pools-Russische Oorlog. Aanvankelijk met groot succes: zijn troepen waren berucht om hun wrede razernij en chaotische optreden, hij dreef het Poolse leger uit Oekraïne en wist daarna door het Poolse zuidelijke front heen te breken. Zijn leger werd echter verslagen bij Lviv tijdens de Slag om Warschau.
In 1919 werd Boedjonny benoemd tot inspecteur der Cavalerie en bevelhebber van het militair district Noord-Kaukasus. Daar zette hij zich in voor het fokken van paarden voor de cavalerie, wat uiteindelijk resulteerde in twee nieuwe paardenrassen; de boedjonny en de tersk. In 1932 studeerde Boedjonny af aan de Froenze Academie in Leningrad.
Op 20 november 1935 introduceerde de Raad van Volkscommissarissen een nieuwe rang in het Rode Leger. Deze rang was die van maarschalk van de Sovjet-Unie. Semjon Boedjonny werd een van de vijf nieuwe maarschalken, naast Michail Toechatsjevski, Vasili Blücher, Aleksander Jegorov en Kliment Vorosjilov. Boedjonny en Vorosjilov waren de enige twee van de vijf maarschalken die Jozef Stalins Grote Zuiveringen zou overleven. Boedjonny werd in 1937 benoemd tot bevelhebber van het Militair district Moskou. In 1939 werd hij plaatsvervangend volkscommissaris voor Defensie van maarschalk Vorosjilov.

### Tweede Wereldoorlog
Nadat de Duitsers in juni 1941 de Sovjet-Unie aan hadden gevallen, werd Boedjonny benoemd tot commandant van het Zuidwestelijk Front. Zijn troepen werden echter omsingeld bij Kiev en 600.000 Sovjets werden krijgsgevangen genomen. Toch kreeg Boedjonny weer een nieuwe post van Stalin. In september 1941 werd hij benoemd tot bevelhebber van het Reservefront en was zo betrokken bij de verdediging van Moskou. Wederom moesten zijn troepen het onderspit delven. In oktober werd hij alweer uit zijn functie ontheven. Hij werd naar het Militair district Noord-Kaukasus gestuurd om daar een ondersteunende rol te vervullen, zonder zelf echt invloed uit te kunnen oefenen. In mei 1942 kreeg hij het bevel over het Noord-Kaukasisch Front, hij zou dit tot augustus houden. Hierna werd Boedjonny niet meer actief ingezet in de oorlog. Hij ging zich bezighouden met het opleiden van jonge soldaten die in het Rode Leger dienst namen.
In mei 1953 werd Boedjonny inspecteur der Cavalerie van de Sovjet-Unie. Deze positie zou hij een jaar behouden, tot hij in september 1954 met pensioen ging. Semjon Boedjonny overleed in 1973 op 90-jarige leeftijd. De urn met zijn as werd bijgezet in de Kremlinmuur-necropolis op het Rode Plein in Moskou.

## Onderscheidingen

### Keizerrijk Rusland
- Sint-Georgekruis ("Cavalier van Sint-George"), plus één (de eerste) ingetrokken voor insubordinatie.
  - 1e Klasse in maart 1916
  - 2e Klasse in februari 1916
  - 3e Klasse in januari 1916
  - 4e Klasse in 1914 en 1915
- Medaille van Sint-George
  - Gouden Medaille Ie Graad (met strik op het lint)
  - Gouden Medaille IIe Graad
  - Zilveren Medaille IIIe Graad (met strik op het lint)
  - Zilveren Medaille IVe Graad

### Sovjet-Unie
- Held van de Sovjet-Unie (3×)
  - 2 januari 1958 (nr. 10827)[2]
  - 24 april 1963 (nr. 45)[2]
  - 22 februari 1968 (nr. 4)[2]
- Leninorde (8×)
  - 23 februari 1935[2] (nr. 881)
  - 17 november 1939[2] (nr. 2376)
  - 24 april 1943[2] (nr. 13136)
  - 21 februari 1945[2] (nr. 24441)
  - 24 april 1958[2] (nr. 257292)
  - 1 februari 1963[2] (nr. 348750)
  - 22 februari 1968[2] (nr. 371649)
  - 24 april 1973[2]
- Orde van de Rode Banier (6×)
  - 29 maart 1919 (nr. 34)
  - 13 maart 1923 nr. 390/2)
  - 22 februari 1930 nr. 100/3)
  - 8 januari 1941 (nr. 42/4)
  - 11 maart 1944 (nr. 2/5)
  - 24 juni 1948 (nr. 299579)
- Orde van Soevorov
  - 1e Klasse op 22 februari 1944[2] (nr. 123)
- Jubileumsmedaille voor Militaire Dapperheid ingesteld ter herinnering aan de Honderdste Verjaardag van Vladimir Iljitsj Lenin[2]
- Medaille voor de Verdediging van Moskou[2]
- Medaille voor de Verdediging van Odessa[2]
- Medaille voor de Verdediging van Sebastopol[2]
- Medaille voor de Verdediging van de Kaukasus[2] op 1 mei 1944
- Medaille voor de Overwinning over Duitsland in de Grote Patriottische Oorlog 1941-1945[2]
- Medaille voor de 20e Verjaardag van de Overwinning in de Grote Patriottische Oorlog[2]
- Jubileummedaile XX Jaar Rode Leger van Arbeiders en Boeren
- Jubileummedaille "30 Jaar Sovjet Leger en Vloot"[2]
- Jubileummedaille "40 Jaar Strijdkrachten van de USSR"[2]
- Jubileummedaille "50 Jaar Strijdkrachten van de USSR"[2]
- Medaille ter Herinnering aan de Achthonderdste Verjaardag van Moskou[2]
- Medaille ter Herinnering aan de Tweehonderdste Verjaardag van Leningrad[2]
- Eresabel op 30 mei 1970[3]

### Mongolië
- Orde van Suha Bator (2×), 1961[2] en 1973[2]
- Orde van de Rode Banier (Mongolië) in 1936[2]
- Orde van Vriendschap (Mongolië) in 1967
- Medaille voor de viering "50 Jaar van de Volksrevolutie van Mongolië" in 1970
- Medaille voor de viering "50 Jaar Mongoolse Volksleger" in 1970